# Dicranomyia opima
Dicranomyia opima là một loài ruồi trong họ Limoniidae. Chúng phân bố ở miền Australasia.